# مدرسة الشهيد سلطاني
مدرسة الشهيد سلطاني هي مدرسة تابعة للمنظمة الوطنية لتنمية المواهب الاستثنائية (سامباد) في كرج، في محافظة البرز، في إيران. وهي من المدارس الوطنية التي أُنشئت لتوفير التعليم للطلاب الموهوبين في إيران ، وتديرها المنظمة الوطنية لتنمية المواهب الاستثنائية. يُختار الطلاب من خلال امتحان قبول على مستوى المدينة لقياس الذكاء. يدرس الطلاب المواد الدراسية بعمق.
تبلغ مساحة المدرسة 4430 مترًا مربعًا. تستضيف مدرسة شهيد سلطاني حاليًا معرضًا لاكتشافات واختراعات الطلاب يسمى هوجر والذي يقام في الأسبوع الأخير من كل عام ويتم التحكم فيه وإدارته من الطلاب.

## التاريخ
سُميت المدرسة باسم غلام رضا سلطاني. تأسست المدرسة في 17 أكتوبر 1990 م في منزل بشارع مهرشهر رقم 45. بعد أربع سنوات، انتقلت إلى حيدر آباد، جنوب شاهين فيلا، وفي العام التالي انتقلت إلى شارع شاهد، شارع مطهري، ميدان آزادكان.

## خريجون بارزون
- علي رضا صالحي غلسفيدي، الحائز على الميدالية الذهبية الوطنية والميدالية الفضية في أولمبياد الرياضيات الدولي (1997) [4]
- جابر زرزاده، الحائز على الميدالية الذهبية في الأولمبياد الوطني والدولي للرياضيات (2006) [5]
- سعيد إيلجي، الحائز على الميدالية الذهبية في الأولمبياد الوطني والدولي للمعلوماتية (2012) [6]
- عارف مقدم مهر، المركز الأول في بطولة روبوكوب إيران المفتوحة الدولية (2012، 2013، 2014) [7]
- أرمين آصفي، الميدالية البرونزية لتطوير تطبيقات الهاتف المحمول في المسابقات الوطنية لمهارات إيران (2023) [8]

## روابط خارجية
- / الموقع الرسمي
- المنظمة الوطنية لتنمية المواهب الاستثنائية
- منتدى الطلاب